# Emirat Islàmic de l'Afganistan (1996–2001)
|  | Per a altres significats, vegeu «Emirat Islàmic de l'Afganistan (desambiguació)». |

L'Emirat Islàmic de l'Afganistan va ser fundat en 1996 quan els talibans van començar a manar a l'Afganistan i va acabar amb la seva caiguda del poder el 2001. Al cim de la seva influència mai els talibans van controlar la totalitat del territori de l'Afganistan; gairebé el 10% del país, al nord-est, hi era controlat pel Front Islàmic Unit per la Salvació de l'Afganistan.